# Jiujiang He
Jiujiang He (kinesiska: 九江河) är ett vattendrag i Kina. Det ligger i provinsen Liaoning, i den nordöstra delen av landet, omkring 350 kilometer sydväst om provinshuvudstaden Shenyang.
Genomsnittlig årsnederbörd är 870 millimeter. Den regnigaste månaden är augusti, med i genomsnitt 225 mm nederbörd, och den torraste är januari, med 4 mm nederbörd.